# Camptotypus caffer
Camptotypus caffer är en stekelart som först beskrevs av Henri Saussure 1892.  Camptotypus caffer ingår i släktet Camptotypus och familjen brokparasitsteklar. Inga underarter finns listade.